# Ochotonobius bondari
Ochotonobius bondari är en loppart som först beskrevs av Mikulin 1953.  Ochotonobius bondari ingår i släktet Ochotonobius och familjen smågnagarloppor. Inga underarter finns listade i Catalogue of Life.